# Волоєдово
Волоєдово (рос. Волоедово) — село в Краснинському районі Смоленської області Росії. Входить до складу Волоєдовського сільського поселення.
Населення — 30 осіб (2007).

## Розташування
Розташоване в західній частині області за 16 км на південний схід від районного центру, смт Красний, за 26 км від залізничної станції Веліно на лінії Москва — Смоленськ

## Історія
Станом на 1885 рік у колишньому власницькому селі Вікторовської волості Краснинського повіту Смоленської губернії мешкало 325 осіб, налічувалось 56 дворових господарств, існувала школа.
За переписом 1897 року кількість мешканців зросла до 583 осіб (291 чоловічої статі та 292 — жіночої), з яких 521 — православної віри.
У роки Німецько-радянської війни село окуповано гітлерівськими військами у липні 1941 року, звільнено у вересні 1943 року.